# Romantizam
Romantizam je umjetnički, književni i intelektualni pokret nastao u Europi krajem 18. stoljeća. U većini zemalja dosegao je vrhunac u razdoblju od 1800. do 1850. Djelomično je nastao kao reakcija na industrijsku revoluciju, društvene i političke norme iz doba prosvjetiteljstva i znanstvenu racionalizaciju prirode. Najizraženiji je u likovnoj umjetnosti, glazbi i književnosti, ali imao je i velik utjecaj na historiografiju, obrazovanje i prirodoslovlje. Imao je također značajan i složen utjecaj na politiku te je, premda je većina razdoblja romantizma karakterizirao liberalizam i radikalizam, njegov dugoročan i najznačajniji učinak bio rast nacionalizma.
Ovaj je pokret isticao intenzivne emocije kao jedini autentični izvor estetskog doživljaja naglašavajući na osjećaje kao što su strahovanje, stravu i užas te strahopoštovanje posebice ono što se doživi suočavanjem s novim estetskim kategorijama poput uzvišenosti i ljepote prirode. Smatrao je narodnu umjetnost i drevne običaje plemenitima, ali je također jako cijenio spontanost, primjerice impromptu u glazbi. U suprotnosti s idealima racionalizma u klasicizmu, romantizam je ponovo oživio medievalizam naglašavajući umjetničke i narativne elemente, općenito percipirane kao autentično srednjovjekovne, u pokušaju bijega od pojava kao što je rast broja stanovnika, ubrzana urbanizacija i industrijska revolucija.
Premda je romantizam proizašao iz njemačkog pokreta Sturm und Drang koji je naglašavao intuiciju i emocije iznad prosvjetiteljskog racionalizma, neposredni faktori utjecaja bili su i događaji i ideologije proizašle iz Francuske revolucije. Romantizam je jako cijenio dosege herojskih individualista i umjetnika čiji su primjeri jako utjecali na oplemenjivanje društva. Promicao je maštu pojedinca kao kritički autoritet i instrument povećanja slobode naspram klasičnih obrazaca oblikovanja u umjetnosti. U prikazu ideja romantizma postojalo je jako pribjegavanje povijesnoj i prirodnoj neizbježnosti Zeitgeistu. U drugoj polovici 19. stoljeća pojavio se pokret realizma kao dijametralna suprotnost romantizmu. Propadanje romantizma u tom razdoblju bilo je povezano s višestrukim društvenim procesima, od političkih promjena do širenja nacionalizma.

## Definicija romantizma

### Osnovne karakteristike
Definiranju prirode romantizma moguće je prići iz početne pozicije primarne važnosti slobodnog izražaja osjećaja umjetnika. Važnost koju romantičari daju emocijama dobro se može sažeti u opasci njemačkog slikara Caspara Davida Friedricha da su "umjetnikovi osjećaji njegov zakon". Za Williama Wordswortha, pjesma bi trebala započeti kao "spontana poplava jakih osjećaja," koje pjesnik kasnije "u miru prikupi," evocirajući novi, ali pripadajući osjećaj kojeg kasnije oblikuje u umjetnost. Kako bi se izrazili ti osjećaji, smatra se da sadržaj umjetnosti mora proizaći iz umjetnikove mašte, sa što manje miješanja od strane "umjetnih" pravila koja bi dirigirala kakvo bi djelo trebalo biti. Samuel Taylor Coleridge i drugi vjerovali su da postoje prirodne zakonitosti kojima će mašta, bar mašta dobrog kreativnog umjetnika, nesvjesno poteći ka umjetničkoj inspiraciji koja će spontano sve učiniti. Isto kao i pravila, smatra se da i utjecaj modela drugih radova sprječava maštu stvaratelja, tako da originalnost postaje esencijalna. Koncept genija ili umjetnika koji je sposoban stvoriti vlastito originalno djelo kroz proces "kreacije ni iz čega" ključan je u romantizmu, a najgori grijeh je stvarati po obrascu prethodnih radova. Ova se ideja često naziva "romantična originalnost."
Iako nije ključno za romantizam, ali ipak toliko rašireno da postaje normom, je jako vjerovanje i interes u važnost prirode. Posebno je, međutim, važan utjecaj prirode na umjetnika u trenutku kad je njome okružen, po mogućnosti u samoći. U suprotnosti s uglavnom vrlo društvenom umjetnošću razdoblja prosvjetiteljstva, romantičari su bili nepovjerljivi prema društvenom svijetu i imali su tendenciju vjerovati da je bliski kontakt s prirodom mentalno i moralno zdraviji. Romantična umjetnost obraća se svojoj publici s onim što je smišljeno kao osobni umjetnikov osjećaj. Stoga, u književnosti, "većina romantičnog pjesništva poziva čitatelja da identificira protagoniste sa samim pjesnikom".
Prema povjesničaru i filozofu Isaiahu Berlinu, romantizam utjelovljuje "novi i nemirni duh, u silovitom pokušaju da provali kroz stare i sputavajuće oblike, nervoznu obuzetost vječnim promjenama unutarnjih stanja i svijesti, žudnju za neograničenim i nedefiniranim, u vječnom kretanju i promjeni, napor za povratkom na zaboravljene izvore života, strastveni napor za samozalaganjem, kako individualnim tako i kolektivnim, potragu putem sredstava izražavanja za nepomirljivom čežnjom i nedostižnim ciljevima."

### Etimologija
Grupa riječi s korijenom "roman", kao npr. romansa ili "romanički", ima složenu povijest, ali sredinom 18. stoljeća pridjev "romantic" u engleskom i "romantique" u francuskom jeziku općenito se koristio za veličanje prirodnih fenomena kao što su pejzaži i zalasci sunca, slično suvremenoj uporabi ali bez seksualnih konotacija. Primjena ovog pojma na literaturu najprije postaje uobičajena u Njemačkoj 1790-ih, gdje se počinje pričati o "romantische Poesie" ("romantičnom pjesništvu") u krugu oko kritičara Augusta i Friedricha Schlegela, kao kontrast s  "klasičnim pjesništvom", ali više u pojmovima duha nego pukog datiranja. Friedrich Schlegel u svom djelu Dijalog o pjesništvu (1800.) piše: "Tražim i nalazim romantiku među starijim modernistima, u Shakespeareu, u Cervantesu, u talijanskom pjesništvu, u onom dobu viteštva, ljubavi i priča, iz kojih su ovaj fenomen i sama ova riječ potekli."
I u francuskom i u njemačkom jeziku bliskost pridjeva romanu, u značenju prilično nove književne forme romana (duge priče), imala je ponešto učinka na značenje riječi u tim jezicima. Korištenje ovog pojma nije postalo tako brzo rašireno i vjerojatno se više širilo u Francuskoj zbog njegovog stalnog korištenja u djelu "De L'Allemagne" (1813.) književnice Madame de Staël, u opisu njezinih putovanja Njemačkom. U Engleskoj je William Wordsworth u uvodu svojih pjesama iz 1815. pisao o "romantičnoj harfi" i "klasičnoj liri". George Gordon Byron međutim 1820., možda blago neiskreno piše, "Osjećam da u Njemačkoj, kao i u Italiji postoji velika borba oko onoga što oni zovu 'klasično' i 'romantično', pojmovi koji se u Engleskoj ne koriste kao klasifikacija, bar prije nego što sam je napustio prije četiri ili pet godine". Tek od 1820-ih romantizam sebe definira pod tim pojmom, dok 1824. godine Francuska akademija povlači potpuno neučinkovit potez izdajući dekret kojim ga osuđuje u literaturi.

### Vremensko razdoblje
Razdoblje kojeg zovemo romantizam vremenski se jako razlikuje od države do države, kao i između različitih umjetničkih medija i područja razmišljanja. Margaret Drabble ga je opisala odnoseći se na područje književnosti kao približno razdoblje "između 1770. i 1848.", s nekoliko slučajeva mnogo ranijih od 1770. M. H. Abrams ga je u engleskoj književnosti smjestio između 1789. ili 1798. (ova posljednja godina se smatra tipičnom za njegov početak) i razdoblja oko 1830., što je nešto kasnije nego kod ostalih kritičara. Ostali su predlagali raspon od 1780. do 1830. U drugim područjima i drugim zemljama razdoblje romantizma je vremenski značajno različit. Smatra se da se glazbeni romantizam, primjerice, ugasio kao prevladavajuća umjetnička struja tek oko 1910., ali u ekstremnoj interpretaciji kompozicija "Četiri posljednje pjesme" (njem.: "Vier letzte Lieder") Richarda Straussa opisana je stilistički kao "kasnoromantična", a komponirana je tek 1946. – 1948.  Međutim, u većini područja razdoblje romantizma smatra se gotovim oko 1850. ili prije.
Rano razdoblje romantizma bilo je vrijeme rata, najprije Francuske revolucije (1789. – 1799.), kasnije i Napoleonskih ratova do 1815. Ovi su ratovi poslužili kao pozadina romantizmu, zajedno s političkim i društvenim nemirima koji su se u to vrijeme zbivali. Prema riječima jednoga od pripadnika, Alfreda de Vignya, ključna generacija francuskih romantičara rođenih između 1795. i 1805. "začeta je između bitaka i pohađala je školu praćena zvukom bubnjeva".

### Kontekst i mjesto u povijesti
Preciznija karakterizacija i specifičnija definicija romantizma bila je predmetom debata na područjima povijesti ideja i povijesti književnosti tokom cijelog 20. stoljeća, ali bez da se postigne veći konsenzus. Općenito je prihvaćeno da je romantizam bio dijelom protuprosvjetiteljstva, reakcije protiv prosvjetiteljstva. Njegov odnos prema Francuskoj revoluciji koja se zbila u vrlo ranoj fazi ovog razdoblja je značajan, ali jako ovisi o geografiji i pojedinačnim reakcijama. Većina romantičara bila je uglavnom progresivna u svom nazoru, ali značajan broj bio je ili je kasnije razvio konzervativni nazor i nacionalizam je u mnogim zemljama bio čvrsto povezan s romantizmom, kao što je niže obrazloženo.

Prema viđenju Isaiaha Berlina, romantizam je u filozofiji i povijesti ideja narušio stoljeće dugu tradiciju racionalnosti na Zapadu, kao i ideju o moralnom apsolutu i dogovorenim vrijednostima, donoseći tako "nešto kao otapanje same ideje o objektivnoj istini". To je dovelo ne samo do nacionalizma, nego i do fašizma i totalitarizma, od kojih će se društvo postupno oporaviti tek nakon Drugog svjetskog rata. Berlin tvrdi da prema mišljenju romantičara, 
ono što je bitno u etici, politici, i estetici je autentičnost i iskrenost potrage za unutarnjim ciljevima i podjednako se odnosi i na individue i na grupe - države, nacije ili pokrete. To je najvidljivije u estetici romantizma, prema kojoj je ideja idealnih modela, platonske vizije idealne ljepote koju umjetnik nastoji prenijeti, doduše nesavršeno, na platno ili zvuk, zamijenjeno strastvenim vjerovanjem u duhovnu slobodu i individualnu kreativnost. Slikar, pjesnik ili skladatelj ne drže jednostavno ogledalo prirodi, svakako idealno, ali izmišljeno; oni ne oponašaju (doktrina mimeze), već stvaraju ne samo način nego i cilj kojeg slijede; ovi ciljevi predstavljaju samoizražavanje umjetnikove jedinstvene, unutarnje vizije, koju ako stave sa strane kao odgovor na pitanja nekog "vanjskog" glasa — crkve, države, javnog mnijenja, obiteljskih prijatelja, arbitara ukusa to se smatra činom izdaje jedinoga što opravdava postojanje onih koji su u bilo kojem smislu kreativni.
Arthur Lovejoy je u svom eseju "Povijest ideja" ("History of Ideas") (1948.) pokušao prikazati teškoću definiranja romantizma, dok neki znanstvenici vide romantizam u biti kao kontinuum sa sadašnjošću. Robert Hughes ga smatra početnim trenutkom modernosti, a neki mislioci kao Chateaubriand, 'Novalis' i Samuel Taylor Coleridge vide u njemu početak tradicije otpora prosvjetiteljskom racionalizmu: protuprosvjetiteljstvo koji je najtješnje bio vezano za njemački romantizam. Raniju definiciju dao je Charles Baudelaire: "Romantizam se ne nalazi ni u izboru subjekta ni u točnoj istini, već u tragu osjećaja."
Kraj romantizma u nekim je područjima označen pojavom novog stila realizma, koji je obuhvatio književnost, posebno roman i dramu, slikarstvo, čak i glazbu preko opere verizma. Ovaj su pokret predvodili Balzac i Flaubert u književnosti i Courbet u slikarstvu, ali su i Stendhal i Goya bili važni začetnici realizma u svojim medijima. Stil romantizma, sad već uspostavljen kao uhodan i siguran stil protiv čega su se realisti bunili, nastavlja međutim prosperirati i razvijati se u mnogim područjima sve do kraja stoljeća i kasnije. Glazbena djela nastala nakon 1850. neki stručnjaci nazivaju "kasnoromantičkim", drugi  "neoromantičkim" ili "postromantičkim", ali u drugim poljima ovi se termini ne koriste. Na engleskom govornom području pojam "viktorijanski" je u književnosti i slikarstvu dovoljan da karakterizira ovo razdoblje, bez dodatne terminologije.
Ranoromantični vizionarski optimizam i vjerovanje da je svijet u procesu velikih promjena i poboljšanja, u sjevernoj Europi kasnije je gotovo nestao i neke grane umjetnosti postale su konvencionalno političke i polemičke, pošto su se kreatori pokreta u tom području polemički angažirali protiv društva kakav je bio. U drugim zemljama, uključujući na vrlo različite načine i SAD i Rusiju, također je bio prisutan osjećaj o nastupajućim velikim promjenama. Prikaz jakih osjećaja u umjetnosti ostaje prioritetan, kao i egzotični i povijesni ugođaji kojima su se romantičari isticali, ali u kasnijem razdoblju općenito se smanjilo eksperimentiranje s formom i tehnikom. Umjesto toga, eksperimentiranje je u slikarstvu zamijenila minuciozna tehnika, kao i u Tennysonovim pjesmama. Ako ne baš realistička, umjetnost kraja 19. stoljeća bila je vrlo često ekstremno detaljna, a tadašnji autori su se ponosili dodavanjem originalnih detalja oko kojih se rani romantičari nisu zamarali. Mnoge ideje romantizma o prirodi i svrsi umjetnosti, osim zbog istaknute važnosti originalnosti, nastavile su biti važne i kasnijim generacijama i često su bile temelj modernim nazorima, usprkos opiranju nekih teoretičara.

## Književnost romantizma
Romantizam u književnosti bio je obilježen kritikom prošlog umjetničkog razdoblja, razvio je kult "osjetljivosti" s posebnim naglaskom na osjetljive pojedince, žene i djecu, na osjećaju usamljenosti umjetnika ili pripovjedača, te na štovanju prirode. Osim toga, mnogi su autori romantizma, kao Edgar Allan Poe i Nathaniel Hawthorne, temeljili svoja djela na tematici nadnaravnog/okultnog i na čovječjoj psihologiji. Romantizam gleda na satiru kao na nešto nedostojno pažnje, što je ostalo prisutno kao predrasuda do današnjih dana.
Preteče romantizma u engleskom pjesništvu nalazimo još sredinom 18. stoljeća, primjerice Josepha Warthona (upravnika Winchesterskog koledža) i njegovog brata Thomasa Wartona, profesora pjesništva na Oksfordskom sveučilištu. Joseph je uvijek tvrdio da su inventivnost i imaginacija osnovne karakteristike pjesnika. Thomas Chatterton općenito se smatra prvim pjesnikom romantizma na engleskom govornom području. Škotski pjesnik James Macpherson utjecao je na razvoj romantizma i međunarodnim uspjehom svog ciklusa pjesama o Ossianu objavljenih 1762., koje su inspirirale Goethea i mladog Waltera Scotta. Prvi gotički roman, "Otrantski dvorac" ("The Castle of Otranto") objavio je Horace Walpole 1764. To je bio važan predznak ove struje romantizma, koja je davala naglasak na užasu i opasnosti i na egzotičnom pitoresknom ambijentu, što je reflektiralo i Walpoleovu ulogu arhitekta u oživljavanju gotičke arhitekture. "Tristram Shandy", roman englesko-irskog pisca Laurencea Sternea (1759. – 1767.) prezentira engleskoj književnoj publici čudljivu inačicu antiracionalnog sentimentalističkog romana.

### Njemačka
Za rani njemački utjecaj u razdoblju romantizma najviše je zaslužan Johann Wolfgang von Goethe sa svojim romanom "Patnje mladog Werthera" iz 1774., toliko da su mladići diljem Europe oponašali protagonista romana, mladog umjetnika s vrlo osjetljivim i strasnim temperamentom. U to je vrijeme teritorij Njemačke činilo mnoštvo malih nezavisnih država, a Goetheova djela imala su značajan utjecaj u razvoju zajedničkog nacionalističkog osjećaja. Važan filozofski utjecaj u ono doba imao je njemački idealizam u djelima Fichtea i Friedrica Schellinga, što je učinilo Jenu (u kojoj je živio Fichte, ali i Schelling, Hegel, Schiller i braća Schlegel) središtem ranog njemačkog romantizma ("Jenaer Romantik"). Značajni pisci bili su Ludwig Tieck, Novalis ("Heinrich von Ofterdingen", 1799.), Heinrich von Kleist i Friedrich Hölderlin. Heidelberg kasnije postaje središte njemačkog romantizma, gdje su se pisci i pjesnici kao Clemens Brentano, Achim von Arnim i Joseph Freiherr von Eichendorff redovito sastajali u književnim krugovima.
Važni motivi njemačkog romantizma su putovanja, priroda, i nordijski mitovi. Kasniji njemački romantizam, primjerice, Hoffmanov "Der Sandmann" ("Pjeskar") iz 1817., i Eichendorffova "Das Marmorbild" ("Mramorna statua") iz 1819., bili su mračniji u svojim motivima i sadržavali su elemente gotičke pripovjetke. Važnost dječje nevinosti, važnost imaginacije, i rasne teorije u romantizmu, sve to kombinirano, dalo je prije svega u Njemačkoj jedinstvenu važnost narodnoj književnosti, neklasičnoj mitologiji i dječjoj književnosti. Brentano i von Arnim bili su značajni književnici koji su zajedno objavili zbirku narodnih priča u stihovima "Des Knaben Wunderhorn" ("Dječakov čarobni rog" ili kornukopija) (1806. – 1808.). Prva zbirka "Kinder- und Hausmärchen" ("Bajki za djecu") braće Grimm objavljena je 1812. Za razliku od kasnijih djela Hansa Christiana Andersena, koji je objavljivao svoje izmišljene bajke na danskom jeziku od 1835., ova njemačka zbirka se bar temeljila na pravim zabilježenim narodnim pričama, a braća Grimm ostaju dosljedni pripovjedačkom stilu iz prvih izdanja, iako su kasnije preradili neke dijelove. Jedan od braće, Jacob, objavljuje 1835. "Deutsche Mythologie" ("Njemačka mitologija"), opširni akademski rad o njemačkoj mitologiji. Druga stilska linija prisutna u njemačkoj književnosti romantizma karakteristična je za Schillerov izrazito osjećajan jezik i opis fizičkog nasilja u svojoj drami "Die Räuber" ("Razbojnici") iz 1781.

### Engleska
U engleskoj književnosti, ključne ličnosti pokreta romantizma su skupina pjesnika u koju spadaju William Wordsworth, Samuel Taylor Coleridge, John Keats, Lord Byron, Percy Bysshe Shelley, i puno stariji William Blake, a nakon njih slijedi John Clare, zajedno s romanopiscima Walterom Scottom i Mary Shelley, te esejistima Williamom Hazlittom i Charlesom Lambom. Kao početak romantizma u Engleskoj smatra se objavljivanje zbirke pjesama "Lirske balade" ("Lyrical Ballads") iz 1798., koje sadrže neke od najljepših pjesma Wordswortha i Coleridgea. Većina pjesama pripada Wordsworthu, u kojima je opjevao živote siromašnih u njegovu rodnom Lake Districtu, ili pjesnikove osjećaje prema prirodi. Osjećaji prema prirodi su najbolje izraženi u njegovoj dugoj pjesmi "Preludij" ("The Prelude"), objavljenoj nakon njegove smrti. Najdulja pjesma u zbirci je Coleridgeova "Balada starog mornara" ("The Rime of the Ancient Mariner") u kojoj je očigledan "gotički" aspekt engleskog romantizma i egzotični ambijent, karakterističan za mnoga djela tog doba. U razdoblju njihovog djelovanja, na tzv. "Jezerske pjesnike" ("Lake Poets") uglavnom se gledalo kao na marginalnu grupu radikala, iako su dobivali podršku kritičara i pisca Williama Hazlitta i drugih.
Za razliku od njih Lord Byron i Walter Scott brzo su postali slavni i svojim su djelima imali veliki utjecaj u cijeloj Europi koja su eksperimentirala dramatičnošću i nasiljem u egzotičnom i povijesnom ozračju. Goethe je rekao za Byrona: "bez sumnje, najveći genij našeg stoljeća". Scott je dosegao gotovo trenutni uspjeh dugom narativnom pjesmom The Lay of the Last Minstrel iz 1805., zatim i episkom pjesmom "Marmion" iz 1808. Događaji tih pjesama smješteni su u daleku škotsku prošlost, već prije opisanu u Ossianu. Byron je imao sličan uspjeh s prvim dijelom "Hodočašće Childea Harolda" ("Childe Harold's Pilgrimage") iz 1812. Objavljuje zatim četiri "Turske priče", sve u obliku dugih pjesama, prva od kojih je "The Giaour" iz 1813., napisane tijekom njegovih putovanja kojima je obišao i Europu pod otomanskom vladavinom. U to je doba "orijentalizirao" teme svojih pjesama, što je unijelo varijacije u klasičnu sliku "bajronovskog junaka". Scott je u međuvremenu svojim romanom "Waverley" osnažio sam koncept povijesnog romana. Radnja romana smještena je u 1745. u vrijeme Jakobitskog ustanka. Djelo je imalo ogroman uspjeh s velikom zaradom, a nakon njega slijedilo je još dvadeset romana, tzv. "Waverley Novels" u sljedećih 17 godina, čija radnja seže u prošlost do križarskih ratova. Scott je proučavao prošlost u svrhu pisanja svojih romana do mjere koja se prije nije viđala u književnosti.
Za razliku od Njemačke, romantizam u engleskoj književnosti bio je vrlo malo povezan s nacionalizmom. Na romantičare se često gledalo s nepovjerenjem zbog njihovih simpatija prema idealima Francuske revolucije, čiji je kolaps i zamjena s Napoleonovom diktaturom bio pravi šok za sam pokret. Iako njegovi romani slave škotski identitet i povijest, Skot je bio uvjereni unionist. Mnogi su autori provodili mnogo vremena putujući, a jedno poznato druženje Byrona i Shelleya na obalama Ženevskog jezera 1816. rezultiralo je stvaranjem utjecajnog romana Frankenstein Shelleyjeve buduće supruge Mary Shelley i novele "The Vampyre" Byronovog liječnika Johna Williama Polidorija.
Iako postoje suvremeni kritičari koji ga podržavaju, kao na primjer Georg Lukács, Scottovi romani danas se doživljavaju u svjetlu mnogih kasnijih djela koji su na njima utemeljeni, kao "Lucia di Lammermoor" Gaetana Donizettija i Bellinijevih "I puritani" (oba objavljena 1835.).  Byron se danas najviše pamti po svojim kratkim tekstovima pjesama i uglavnom neromantičnoj prozi, pogotovo u njegovim pismima, te njegovoj nedovršenoj satiri "Don Juan". Za razliku od drugih romantičara, Byronov javnosti široko objavljen privatni život bio je ravan njegovim djelima i njegova smrt od bolesti u 36. godini života 1824. godine dok je potpomagao Grčki rat za nezavisnost čini se danas prikladnim romantičnim krajem, što dodatno učvršćuje legendu o njemu. Keats 1821. i Shelley 1822. umiru u Italiji, Blake (gotovo u 70. godini) umire 1827., a Coleridge uglavnom prestaje pisati u 1820-ima.  Wordsworth je 1820-ih bio vrlo cijenjen i poštovan, ali relativno je malo pisao. Smatra se da je razdoblje romantizma u engleskoj književnosti završilo 1820-ih, iako su mnogi autori u sljedećim desetljećima promicali romantične ideje.
Najznačajniji romanopisac na engleskom jeziku u razdoblju vrhunca romantizma, osim Waltera Scotta, bila je Jane Austen. Njezin uglavnom konzervativni nazor imao je malo toga zajedničkog s njezinim suvremenicima romantičarima. Čvrsto je vjerovala u pristojnost i društvena pravila, iako se nazire kritika istih u nekom djelima, pogotovo u "Mansfield Park" (1814.) i "Uvjerenje" ("Persuasion") (1817.). Međutim, sredinom 19. stoljeća pojavljuju se romani u jasnom romantičnom stilu triju sestara Brontë, od kojih su najznačajniji "Jane Eyre" autorice Charlotte Brontë i "Orkanski visovi" ("Wuthering Heights") mlađe sestre Emily Brontë, svi objavljeni 1847.
Byron, Keats i Percy Shelley pisali su i dramska djela, ali s malim uspjehom u Engleskoj. Shelleyeva drama "The Cenci" vjerojatno je najbolje napisano dramsko djelo, ali nije se izvodilo u engleskim kazalištima čitavo stoljeće nakon njegove smrti. Byronova djela, zajedno s prilagodbom svojim pjesama i Scottovih romana u dramska djela, bili su puno popularniji u kontinentalnoj Europi, pogotovo u Francuskoj, a mnogi od njih su kasnije bili adaptirani u opere i izvode se do današnjih dana. Iako ondašnji pjesnici nisu imali mnogo uspjeha u engleskim kazalištima, ovo je razdoblje ušlo u legendu Shakespeareovim izvedbama i vraćanju izvornim tekstovima uklanjanjem augustanskih "poboljšanja". Najveći glumac ovog razdoblja, Edmund Kean, vratio je tragični kraj u "Kralju Learu". Coleridge je izjavio: “Gledati njegovu glumu je poput čitanja Shakespearea s bljeskom munja.”

### Francuska
Romantizam se relativno kasno razvio u francuskoj književnosti, čak i kasnije nego u likovnoj umjetnosti. Preteča romantizma u 18. stoljeću, kult osjetljivosti, bio je asociran s Ancien regime, a Francuska revolucija bila je više inspiracija za strane pisce nego za one koji su je doživjeli iz prve ruke. Prva značajna ličnost bio je François-René de Chateaubriand, niži aristokrat, koji je ostao rojalist i za vrijeme Francuske revolucije, i vratio se u Francusku za vladavine Napoleona iz egzila u Engleskoj i Americi. S njegovim režimom također nije imao laki odnos. Njegova djela, sva u prozi, obuhvaćaju nekoliko romana kao što je vrlo utjecajni René (1802.), u kojem je preduhitrio Bayrona u stvaranju lika otuđenog heroja, ali većim dijelom obuhvaćaju nedavnu povijest i politiku, vlastita putovanja, obranu religije i duha srednjeg vijeka (Génie du christianisme 1802.) i konačno njegovu obimnu autobiografiju iz 1830-ih i 1840-ih Mémoires d'Outre-Tombe ("Sjećanja onkraj groba").
Nakon Burbonske restauracije, francuski se romantizam razvija u živom svijetu pariškog kazališta s prikazivanjima djela Shakespearea, Schillera (ključnog autora romantizma u Francuskoj), te adaptacija Scotta i Byrona uz razne francuske autore, mnogi od kojih počinju pisati u kasnim 1820-im. Formirale su se skupine pro- i proturomantičara i izvođenja predstava su često pratile grupe pro- i antiromantičara koje su često navijale za vrijeme same predstave, uključujući i glasni uzvik jednog gledatelja 1822. da "Shakespeare, c'est l'aide-de-camp de Wellington" ("Shakespeare je Wellingtonov aide-de-camp"). Alexandre Dumas je počeo kao kazališni pisac, s uspješnim nizom djela koji započinju s Henri III et s cour (1829.). Kasnije je odlučio pisati romane, najčešće povijesne avanture otprilike u Scottovoj maniri, najpoznatiji od kojih su Tri mušketira i Grof Monte Cristo, oba napisana 1844. Victor Hugo je 1820-ih objavljivao radove kao pjesnik, prije nego što je postigao uspjeh s povijesnom dramom Hernani u kvazi-Shakespeareovskom stilu koja je postala poznata po izbijanju nemira na svojoj premijeri 1830. Kao i Dumas, on je u konačnici bio više poznat po svojim romanima, posebno Zvonarom crkve Notre-Dame (1831.), najpoznatijim od svih njegovih djela u njegovoj dugoj karijeri. Predgovor njegovog neprikazanog djela "Cromwell" važan je manifest francuskog romantizma sa svojom parolom "nema pravila, nema modela". Karijera Prospera Mériméea slijedio je sličan tok, danas je poznat kao autor priče Carmen, sa svojim romanom iz 1845. Alfred de Vigny je ostao zapamćen kao dramaturg, s njegovim vjerojatno najljepšim djelom o životu engleskog pjesnika Chatterton (1835.).
Najplodniji francuski pjesnici romantizma od 1830-ih do 1850-ih su Alfred de Musset, Gérard de Nerval, Alphonse de Lamartine i kitnjasti Théophile Gautier, čije se plodno razdoblje pisanja u različitim oblicima nastavilo do njegove smrti 1872. George Sand je preuzela od Germaine de Staël ulogu vodeće ženske spisateljice i bila je središnja figura pariške literarne scene, poznata po svojim romanima i kritici kao i po ljubavnim avanturama s Chopinom i drugima.
Stendhal je danas vjerojatno najviše cijenjen francuski romanopisac onog razdoblja, ali njegov je odnos s romantizmom vrlo složen. On je, naime, poznat po dubokom psihološkom prikazu svojih likova i svom realizmu, što su rijetko viđene kvalitete u fikcijskom pisanju doba romantizma. On je preživio francusko povlačenje iz Moskve 1812., tako da ga fantazije o herojstvu i avanturi nisu posebno dirale. On se kao i Goya često smatra pretečom realizma. Njegova najvažnija djela su  Le Rouge et le Noir (Crveno i crno, 1830.) i La Chartreuse de Parme (Šartrez iz Parme, 1839.).

### Rusija
Rani ruski romantizam veže se za pisce Konstantina Batjuškova (Pogled na obale Lete, 1809.), Vasilij Žukovski (Bard, 1811.; Svetlana, 1813.) i Nikolaj Karamzin (Uboga Liza, 1792.; Julia, 1796.; Gradonačelnica Marta, 1802.; The Sensitive and the Cold, 1803.). Međutim, glavni predstavnik ruskog romantizma je Aleksandar Puškin (Kavkaski zarobljenik, 1820. – 1821.; Braća razbojnici, 1822; Ruslan i Ljudmila, 1820.; Evgenij Onjegin, 1825. – 1832.). Puškinova su djela utjecala na mnoge pisce 19. stoljeća i donijeli su mu priznanje i reputaciju najvećeg ruskog pjesnika. Ostali ruski pjesnici romantizma su Mihail Ljermontov (Junak našeg doba, 1839.), Fjodor Tjutčev (Silentium!, 1830), Jevgenij Baratinskij (Eda, 1826.), Anton Deljvig, i Wilhelm Küchelbecker.
Pod jakim utjecajem Lorda Byrona, Ljermontov je nastojao istražiti romantičarsko isticanje metafizičkog nezadovoljstva s društvom i samim sobom, dok Tjutčevljeve pjesme često opisuju prizore iz prirode i ljubavnu strast. Tjutčev je obično koristio kategorije kontrasta kao noć i dan, sjever i jug, san i java, kozmos i kaos, ukočeni svijet zime i proljeće prepuno života. Baratinskijev stil je po prirodi bio prvenstveno klasičan, zadržao se na modelima prethodnog stoljeća.

### Katolička Europa
U pretežno rimokatoličkim zemljama, romantizam je bio manje izražen nego u Njemačkoj i Britaniji, te se razvio kasnije kao posljedica Napoleonovih osvajanja. Književni romantizam bio je usko povezan s oživljavanjem nacionalnih osjećaja u malim i pokorenim zemljama i kulturalni nacionalizam bio je uvod u revolucije 1848.-1849.

#### Poljska
Kao početak romantizma u Poljskoj uzima se objavljivanje prvih pjesama Adama Mickiewicza 1822., dok pokret završava s gušenjem Siječanjskog ustanka iz 1863. protiv Rusije. Pokret je bio vrlo jako označen interesom za poljsku povijest. Poljski je romantizam oživio staru tradiciju sarmatizma poljskog plemstva šlahta (szlachta). Oživljavaju se stare tradicije i običaji i stvara se pozitivan stav prema poljskom mesijanskom pokretu, isto tako i preko radova velikih poljskih pjesnika kao npr. Adam Mickiewicz (Pan Tadeusz), Juliusz Słowacki i Zygmunt Krasiński i pisaca proze kao Henryk Sienkiewicz. Ova bliska veza između poljskog romantizma i poljske povijesti postaje jedna od kvaliteta koje definiraju književnost u razdoblju romantizma u Poljskoj, što ga čini različitim u odnosu na druge države. Druge zemlje, naime, neće patiti od gubitka nacionalne državnosti kao što je to bio slučaj s Poljskom.

#### Italija
Romantizam u talijanskoj književnosti bio je minorni pokret, ali ipak značajan. On službeno počinje 1816. nakon što je Germaine de Staël napisala članak u časopisu Biblioteca italiana s naslovom Sulla maniera e l'utilità delle traduzioni, čime poziva talijansku javnost da odbaci neoklasicizam i da započinje proučavanje novih autora iz drugih zemalja. Prije tog trenutka, Ugo Foscolo je već objavio pjesme u kojima se naslućuju romantične teme. Najznačajniji pisci romantizma u Italiji su Ludovico di Breme, Pietro Borsieri i Giovanni Berchet. Poznatiji autori kao Alessandro Manzoni i Giacomo Leopardi bili su pod utjecajem prosvjetiteljstva s primjesama romantizma i klasicizma.

#### Španjolska
Romantizam se u Španjolskoj razvio u poznati književni pokret s velikim brojem pjesnika i dramskih pisaca. Najpoznatiji španjolski pjesnik tog doba bio je José de Espronceda. Nakon njega slijedili su drugi pjesnici kao Gustavo Adolfo Bécquer, Mariano José de Larra i dramski pisac José Zorrilla, autor djela Don Juan Tenorio.Prije njih valja spomenuti preromantičare Joséa Cadalsa i Manuela Joséa Quintane. Gluma Antonia Garcíe Gutiérreza bila je adaptirana za produkciju opere Il trovatore ("Trubadur"). U Kataloniji i Galiciji došlo je do naglog porasta broja pisaca na lokalnim jezicima, kao npr. Jacint Verdaguer i u Galiciji Rosalía de Castro, dvije osnovne figure nacionalnog buđenja i pokreta Renaixença i Rexurdimento.

#### Portugal
Moderno portugalsko ojesništvo dodatno se razvilo radom romantičarskog pisca Almeide Garretta, vrlo plodnog pisca koji je pridonio oblikovanju žanra svojim remek djelom Folhas Caídas (1853). Ovaj istinski osobni stil kasnog romantizma zadržat će se do početka 20. stoljeća, osobito kroz djela Alexandrea Herculanoa, Cesária Verdea i Antónia Nobrea. Rana ekspresija portugalskog romantizma može se naći već kod Manuela Marie Barbose du Bocagea, pogotovo u njegovim sonetima iz kraja 18. stoljeća.

### Južna Amerika
Na južnoamerički romantizam najviše je utjecao Esteban Echeverría, čije je najplodnije razdoblje bilo 1830-ih i 1840-ih. Njegova djela obilježena su mržnjom prema argentinskom diktatoru Juanu Manuelu de Rosasu i prepuna tema krvi i užasa. Echeverría je u opisu nasilja Rosasove diktature koristio metaforu klaonice.
Brazilski romantizam dijeli se na tri različita razdoblja. Prvo razdoblje uglavnom se usredotočilo na izgradnju osjećaja nacionalnog jedinstva, te je koristio ideal herojskog Indijanca. Neki primjeri ovog razdoblja su "Iracema" i "O Guarani" Joséa de Alencara, i zbirka pjesama "Pjesme prognanstva" (Canção do Exílio) Gonçalvesa Diasa. Drugo se razdoblje ponekad naziva ultraromantizam i karakterizira ga jak utjecaj europskih tema i tradicija, kao što su melankolija, tuga i očajanje za neuzvraćenom ljubavlju. Goethe i Lord Byron često se citiraju u tim djelima. Treće razdoblje karakterizira socijalno pjesništvo, pogotovo abolicionistički pokret, a najznačajniji predstavnik ovog razdoblja je Castro Alves.

### Sjeverna Amerika
Romantično pjesništvo u Sjedinjenim Američkim Državama započinje objavljivanjem pjesama "To a Waterfowl" američkog pjesnika Williama Cullena Bryanta. Preteča američke romantične gotičke literature bili su Washington Irving s kratkim pričama "Legenda o sanjivoj dolini" (The Legend of Sleepy Hollow) iz 1820. i Rip Van Winkle iz 1819. Godine 1823. James Fenimore Cooper objavljuje zbirku od pet priča "Priče o kožnoj čarapi" (Leatherstocking Tales) dajući naglasak na herojsku jednostavnost i žive opise pejzaža mitiziranog američkog zapada kojeg obitavaju "plemeniti divljaci", slični Rousseauovoj filozofskoj teoriji, personaliziranoj u Uncasu, liku iz povijesnog romana "Posljednji Mohikanac" (The Last of the Mohicans). Mračno pjesništvo Edgara Allana Poea karakterizirano pisanjem balada imalo je veći utjecaj u Francuskoj nego u domovini. Američki romantični roman doseže vrhunac 1850. objavljivanjem romana "Grimizno slovo" (The Scarlet Letter) Nathaniela Hawthornea. Kod kasnijih transcendentalističkih pisaca kao Henryja Davida Thoreaua i Ralpha Walda Emersona još se uvijek nazire utjecaj romantizma, kao i u romantičnom realizmu Walta Whitmana. Pjesme Emily Dickinson, koje gotovo nitko nije čitao za njenog života i Melvilleov roman Moby-Dick mogli bi se uzeti kao sažetak američke romantične književnosti. Početkom 1880-ih, međutim, psihološki i socijalni realizam počinje istiskivati romantizam kao stil pisanja romana.

#### Utjecaj europskog romantizma na američke pisce
Europski pokret romantizma počinje vršiti utjecaj u Amerikama u ranom 19. stoljeću. Američki romantizam bio je višeznačan i individualistički kao i onaj europski. Isto kao i europski romantičari i oni američki su pokazali visoku razinu moralnog entuzijazma, odanost individualizmu, naglasak na intuitivnoj percepciji i pretpostavku da je priroda inherentno dobra, a društvo ispunjeno pokvarenošću.
Romantizam postaje popularan u američkoj politici, filozofiji i umjetnosti. Pokret se poziva na američki revolucionarni duh, kao i nastojanje ka oslobođenju od stroge religijske tradicije ranih naseobina. Romantičari su odbacivali i racionalizam i religijsko učenje. Zalagali su se za otpor kalvinizmu, koji podrazumijeva vjerovanje da je sudbina svakog pojedinca već predodređena. Pokret romantizma bio je začetnik transcendentalizmu New Englanda, koji je opisivao manje restriktivni odnos između Boga i Svemira. Ova nova filozofija prikazuje individuu u osobnijem, intimnijem odnosu s Bogom. I transcendentalizam i romantizam Americi promicali su slične ideje, oba pokreta su davala prednost osjećajima ispred razuma, osobnu slobodu izražavanja nasuprot ograničenjima tradicije i običaja. To je često podrazumijevalo ushićeni odnos naspram prirode. Ohrabrivalo se i odbacivanje grubog, krutog kalvinizma s obećanjem novog procvata američke kulture.
Američki romantizam prigrlio je individualizam i odbacivao je ograničenja, kako neoklasicizma tako i religijske tradicije. Romantični pokret u Americi stvorio je novi književni žanr koji i danas ima utjecaj na američke pisce. Romani, kratke priče, i pjesme zamijenili su propovijedi i spise davnih vremena. Književnost romantizma bila je osobna, intenzivna i opisivala je emocije više od bilo kojeg djela neoklasične književnosti. Američka obuzetost slobodom postaje veliki izvor motivacije za romantične pisce i mnogi su bili oduševljeni slobodnim izražavanjem emocija bez velikog straha od ismijavanja i polemika. Davali su također veliki naglasak na psihološku karakterizaciju likova, a glavni lik najčešće pokazuje krajnju osjećajnost i uzbuđenost.
Djela romantizma razlikuju se od prethodnih djela zato što se obraćaju široj publici, djelomično i zbog šire distribucije knjiga i njihove manje cijene. Razdoblje romantizma je karakteristično po povećanom broju žena spisateljica i po značajnom povećanju ženske čitateljske publike.

## Romantizam u likovnoj umjetnosti
Romantizam u vizualnim umjetnostima najprije se manifestirao u slikanju pejzaža, kada su u ranim 1760-ima britanski umjetnici započeli sa slikanjem divljine i oluja, kao i gotičke arhitekture. Caspar David Friedrich i William Turner rođeni su s godinom dana razlike 1774. i 1775. i doveli su njemačko i englesko slikarstvo pejzaža do svog ekstrema upravo u razdoblju romantizma, iako su se obojica obrazovali kada su prvi oblici romantizma već bili prisutni u likovnoj umjetnosti. John Constable, rođen 1776., bio je bliže engleskoj tradiciji slikanja pejzaža, ali njegove slike velikog formata, tzv. "šestostopaši" inzistirale su na herojskom statusu djela zavičaja u kojem je odrastao, što je bio izazov hijerarhiji kategorija koja je degradirala pejzažno slikarstvo na niži status. Turner je također slikao vrlo velike pejzaže, prije svega morske, kao i pejzaže sa sitnim figurama pretvarajući tako djelo u povijesno slikarstvo u maniri Claudea Lorraina, slično kasnobaroknom umjetniku Salvadoru Rosi čiji su pejzaži sadržavali elemente koje su romantičari često koristili i ponavljali. Friedrich je pak mnogo koristio usamljene pojedinačne figure ili oblike kao npr. križeve postavljene unutar ogromnog pejzaža, "pretvarajući ih tako u sliku prolaznosti ljudskog života i predosjećanje smrti".
Drugi su umjetnici u svojim djelima izražavali osjećaje koji su se priklanjali mistici, mnogi od njih su tako napuštali klasično crtanje i proporcije. Među takve spadaju William Blake i Samuel Palmer, drugi pripadnici romantičarskog umjetničkog pokreta Ancients u Engleskoj i Philipp Otto Runge u Njemačkoj. Kao i Friedrich, nitko od ovih umjetnika nije imao značajniji utjecaj na slikarstvo 19. stoljeća nakon njihove smrti. Tek je u 20. stoljeću došlo do njihovog ponovnog otkrića, iako je Blake bio otprije poznat kao pjesnik. Vodeći norveški slikar tog doba Johan Christian Dahl bio je pod jakim utjecajem Caspara Friedricha. Drugi romantičarski umjetnički pokret tzv. nazarenci smješten je u Rimu, a činili su ga njemački i austrijski slikari. Ovaj je pokret bio aktivan od 1810. i krenuo je drugačijim putem, dajući naglasak na medijevalizaciji povijesnog slikarstva s religioznim i nacionalističkim temama.
Romantizam se u francuskoj umjetnosti pojavio sa zakašnjenjem zbog jakog utjecaja neoklasicizma na akademskoj razini, ali u napoleonskom razdoblju postaje sve više popularan, u početku u obliku povijesnog slikarstva podređenog propagandi novog režima. Među najranijim primjerima režimskog romantičnog slikarstva je Girodetovo djelo Ossian prima duhove francuskih heroja, za Napaleonov dvorac Château de Malmaison. Girodetov stari učitelj Jacques-Louis David bio je zbunjen i razočaran smjerom svog učenika, te je izjavio: "Ili je Girodet lud, ili ja ne znam ništa o likovnoj umjetnosti". Nova generacija francuske škole, razvija vlastiti romantični stil, koji se uglavnom koncentrira na povijesno slikarstvo s političkom porukom. Théodore Géricault (1791. – 1824.) postigao je svoj prvi uspjeh sa slikom Chasseur u jurišu, herojskoj vojnoj figuri inspiriranoj Rubensom, na Pariškom Salonu 1812., ali njegovo sljedeće bitno djelo, Splav Meduze iz 1821., postaje najveće dostignuće romantičnog povijesnog slikarstva, s u ono vrijeme snažnom antivladinom porukom.
Eugène Delacroix (1798. – 1863.) postiže svoj prvi uspjeh na Salonu s djelima Danteov čamac (1822.), Pokolj na Khiosu (1824.) i Sardanapalova smrt (1827.). Druga od gore navedenih slika iz Grčkog rata za nezavisnost, završena je iste godine Byronove smrti u istom ratu, a posljednja je inspirirana jednom od scena iz Byronovog djela. Uz Shakespearea, Byron je bio inspiracija mnogih Delacroixovih djela. On je također dugo boravio u Sjevernoj Africi i naslikao mnoge scene arapskih ratnika jahača. Njegova slika Sloboda vodi narod (1830.) je zajedno s Meduzom, jedna od najpoznatijih djela francuskog slikarstva romantizma. Termin "povijesno slikarstvo" koristi se još od talijanske renesanse općenito za slikanje velike skupine figura, u romantizmu uistinu postaje slikarstvo povijesnih scena, koje postaju dominantne u odnosu na one religijske i one s temom klasične mitologije.
Francisco Goya je definiran kao "posljednji veliki slikar u čijoj su umjetnosti misao i promatranje uravnoteženi i kombinirani u oblikovanju besprijekornog jedinstva". Međutim, do koje se mjere Goya može definirati romantičarem je složeno pitanje. U Španjolskoj je naime još uvijek trajala borba za uvođenje vrijednosti prosvjetiteljstva, a Goya je bio jedan od njegovih pobornika. Demonska i antiracionalna čudovišta proizašla iz njegove mašte samo su površno nalik na one iz gotičkih fantazija u Sjevernoj Europi, a on je u mnogo čemu ostao privržen klasicizmu i realizmu svog obrazovanja, te je s veseljem prigrlio realizam kraja 19. stoljeća. On je, međutim, više od bilo kojeg drugog slikara svog doba, bio primjer romantičnih vrijednosti prikazivanja umjetnikovih osjećaja i osobnog svijeta imaginacije. S ostalim romantičnim slikarima dijelio je također i slobodnije rukovanje kistom, s naglaskom na neravninama stvorenima potezom kista i na impastu, što se u neoklasicizmu izbjegavalo u korist skromnijeg nanošenja boje.
Kiparstvo je u velikoj mjeri pružalo otpor utjecaju romantizma, djelomično iz tehničkih razloga, pošto se najcjenjeniji materijal tog doba, mramor, nije dao oblikovati u teatralne i otvorene geste. Vodeći europski kipari tog doba, Antonio Canova i Bertel Thorvaldsen, radili su u Rimu i bili su uvjereni neoklasičari, nimalo voljni unijeti elemente srednjovjekovnog kiparstva, što bi mogao biti jedan od mogućih početaka romantične skulpture. Romantično kiparstvo razvilo se uglavnom u Francuskoj, dok je s izuzetkom nekolicine kipara primjerice Rudolfa Maisona bilo gotovo nepostojeće u Njemačkoj. Najpoznatiji kipar tog pokreta u Francuskoj bio je François Rude, najviše poznat kao neformalni predvodnik grupe kipara iz 1830-ih smještene u blizini Slavoluka pobjede u Parizu, Davida d'Angersa i Augustea Préaulta. Préaultov brončani reljef Klanje (fr.: La Tuerie), koji prikazuje strahote ratova s naglašenom strašću, izazvao je takav skandal na Pariškom Salonu 1834. da je sam Préault bio otjeran iz ove godišnje izložbe sa zabranom izlaganja od čak dvadeset godina. Najznačajniji romantični kipar u Italiji bio je Lorenzo Bartolini.
- Francisco Goya, Treći svibnja 1808., 1814.
- Théodore Géricault, Splav Meduze, 1819.
- Eugène Delacroix, Sloboda vodi narod 1830.
- William Turner, ''Tegljenje odvažne Téméraire na rezalište'', 1839.

U Francuskoj se povijesno slikarstvo idealizirane srednjovjekovne i renesansne tematike naziva stilom Troubadour, pojam koji nema ekvivalenata u drugim državama, premda su se isti trendovi i tamo zbivali. Delacroix, Ingres i Richard Parkes Bonington svi su slikali u tom stilu, kao i manje poznati Pierre-Henri Révoil (1776. – 1842.) i Fleury-François Richard (1777. – 1852). Njihove su slike često malog formata, prikazuju intimne privatne ili anegdotske ili vrlo dramatične trenutke. Životi velikih umjetnika, kao primjerice Raffaella zabilježeni su s istim značajem kao životi vladara, a često su prikazivane i fikcijske figure. Fleury-Richardov Valentina od Milana jadikuje za muževom smrću, prikazana je na Pariškom Salonu što označava početak tog stila, koji je trajao do sredine 19. stoljeća, nakon čega je zamro pojavom akademskog povijesnog slikarstva umjetnika kao Paul Delaroche.
Još jedan karakterističan trend romantizma bio je prikaz vrlo velikih apokaliptičnih povijesnih scena, gdje se kombiniraju ekstremni prirodni fenomeni ili Božji bijes s ljudskom katastrofom u pokušaju da se nadmaši Splav Meduze. Danas se često vuče analogija takvih likovnih djela s modernim prikazom katastrofe u holivudskim filmovima. Vodeći engleski slikar ovog stila bio je John Martin. U njegovim su slikama ljudske figure prikazivane u vrlo malom formatu kako bi se istaknula njihova beznačajnost i nemoć u odnosu na potrese i oluje, u pokušaju spašavanja od biblijskih nesreća ili događaja u posljednjim danima. Druga djela, uključujući i Delacroixovu Sardanapalovu smrt prikazuju veće figure, inspirirana ranijim djelima, pogotovo Poussina i Rubensa, ali s naglašenom emocionalnošću i specijalnim efektima.
Mnogi drugi slikari u ostalim dijelovima Europe prihvaćaju romantični stil: U Rusiji Orest Kiprenski, Vasilij Tropinin i Ivan Ajvazovski koji se specijalizirao za prikaz morskih scena, te u Norveškoj Hans Gude sa svojim poznatim prikazima fjordova. Vodeći umjetnik romantizma u Italiji bio je Francesco Hayez (1791. – 1882.) koji je djelovao sredinom 19. stoljeća u Milanu. Njegova duga, plodna i vrlo uspješna karijera započela je u znaku neoklasicizma, potom je slijedilo dugo romantično razdoblje i na posljetku završava kao sentimentalni slikar mladih djevojaka. Za njegove romantične faze stvorio je mnoge povijesne prikaze u "trubadurskom" stilu, ali u vrlo velikom formatu, pod značajnim utjecajem Tiepola i drugih kasnobaroknih talijanskih majstora.
Književni romantizam u SAD-u imao je svoj ekvivalent u vizualnim umjetnostima, najviše u isticanju neukroćene američke prirode u pejzažima umjetničke škole Hudson River. Slikari kao Thomas Cole, Albert Bierstadt, Frederic Edwin Church i drugi često su prikazivali romantične teme u svojim djelima. Ponekad su slikali i drevne ruševine Starog svijeta, kao primjerice Churchevo djelo Izlazak Sunca u Siriji. Ova su djela bila izraz gotskih osjećaja smrti i propadanja. Nastojali su također prikazati ideal romantizma o moćnoj prirodi koja će nadživjeti prolazne čovjekove tvorevine. Najčešće su nastojali raditi na način da se razlikuju od svojih europskih kolega tako što su oslikavali isključivo američke scene i pejzaže. Ovu ideju o američkom identitetu u svijetu umjetnosti nalazimo u pjesmi W. C. Bryanta, "Coleu, pjesniku, na polasku u Europu" (eng.: To Cole, the Painter, Departing for Europe), u kojoj Bryant potiče Colea da upamti snažne scene koje se mogu vidjeti samo u Americi.
Neki su američki slikari promicali književnu ideju o “plemenitom divljaku” (kao npr. slika Alberta Bierstada The Rocky Mountains, Lander's Peak) idealiziranim prikazivanjem života Sjevernoameričkih Indijanaca u harmoniji s prirodom. Djela Thomasa Colea teže ka alegoriji, vrlo otvoreno u seriji slika Put života (en.: The Voyage of Life) naslikanih u ranim 1840-ima, koje prikazuju etape života usred strašne i ogromne prirode.
- Thomas Cole, Put života - djetinjstvo, jedna od četiri scene iz serije slika Put života, 1842.
- William Blake, Albion, 1794. - 1795.
- Louis Janmot, iz serije "Pjesma duše", prije 1854.
- Thomas Cole, 1842., Put života - starost

### Romantizam u arhitekturi
U Engleskoj, koja nije imala bogatu antičku i renesansnu tradiciju, javila se težnja za obnovom gotike kao zaboravljenog srednjovjekovnog stila koji je imao originalne engleske inačice. Najznačajniji primjer takve arhitekture je zgrada Parlamenta u Londonu arhitekata sir Charlesa Barryja i Welbya Pugina koji je otpočet 1836. g.
Kasnije se u Francuskoj javila želja za obnovom barokne dramatike i raskoši u arhitekturi. Najskladnije djelo neobarokne arhitekture je zgrada Opere u Parizu (1861. – 1874.) arhitekta Charlesa Garniera.
No, najočitije djelo romantičarske arhitekture je dvorac Neuschwanstein, rezidencija za odmor Bavarskog kralja Ludovika koji je bio zaluđen srednjovjekovnim bajkovitim dvorcima.

## Romantizam u glazbi
Romantizam u glazbi je uglavnom njemački fenomen, toliko da ga jedno ugledno referentno djelo definira u pojmovima "uloge glazbe u estetici njemačkog romantizma". Druga francuska enciklopedija tvrdi da se njemački temperament općenito "može opisati kao dubok utjecaj romantizma na njemačke glazbenike" i da je jedini istinski predstavnik romantizma u francuskoj glazbi Hector Berlioz, dok je u Italiji jedino veliko ime romantizma Giuseppe Verdi, "neka vrsta opernog [Victora] Hugoa, obdarenog istinskim genijem za dramatične efekte". U svakom slučaju, velika popularnost njemačke romantične glazbe pokrenula je, "što zbog imitacije, što iz reakcije", često nacionalistički inspiriranu modu među poljskim, češkim, mađarskim, ruskim i skandinavskim glazbenicima, uspješnu više "iz neglazbenih svojstava nego zbog istinske umjetničke vrijednosti samih djela".
Premda pojam "romantizam" kad se odnosi na glazbu podrazumijeva razdoblje od 1800-ih do 1850-ih, drugdje do 1900-ih, suvremeno korištenje  "romantičnog" na glazbu ne podudara se s izvornim značenjem. Jedno od najranijih korištenja ovog pojma u glazbi nalazimo 1789. u djelu Mémoires Andréa Grétrya. Ovo je korištenje pojma od posebnog interesa jer je to francuski pisani izvor o pojavi u kojoj su dominirali Nijemci, ali i zato što eksplicitno priznaje utjecaj Jeana-Jacquesa Rousseaua (on sam je između ostalog bio kompozitor) i time uspostavlja vezu s jednom od najutjecajnijih ličnosti na pokret romantizma općenito. Godine 1810. Ernst Hoffmann je imenovao Mozarta, Haydna i Beethovena "trojicom majstora instrumentalne skladbe" koji "udišu jedan i isti romantični duh". On opravdava ovaj nazor na temelju dubine ekspresije ovih kompozitora i njihove markantne individualnosti. Prema Hoffmanovom mišljenju, u Haydnovoj muzici, prevladava "dječačko, spokojno raspoloženje", dok nas Mozart (npr. u Simfoniji br. 39) "vodi u dubinu duhovnog svijeta", s elementima straha, ljubavi i tuge, "s predosjećajem beskonačnog… u vječnom plesu sfera". Beethovenova glazba, s druge strane, zrači osjećajem "čudovišnog i nemjerljivog" s boli beskrajne čežnje koja "gori u našim prsima u potpuno koherentnom suglasju svih strasti". Ovo uzdizanje u vrednovanju čistih emocija rezultirala je uzdizanju glazbe iz podređene pozicije u odnosu na pisanu i vizualnu umjetnost u kojoj se nalazila u prosvjetiteljstvu. Budući da se glazba smatrala slobodnom od ograničenja razuma, likova, i bilo kojeg drugog određenog koncepta, mnogi su je autori, kao Wackenroder i Tieck kasnije i Schelling i Wagner, smatrali nadmoćnom u odnosu na druge umjetnosti, onu koja najbolje može izraziti tajne svemira, evocirati svijet duha, beskonačnost i apsolut.
Kronološko podudaranje glazbenog i književnog romantizma trajalo je do sredine 19. stoljeća, sve dok Richard Wagner nije ocrnio muziku Meyerbeera i Berlioza kao "neoromantičnu": "Opera, na koju ćemo se sada vratiti, progutala je također i Berliozov neoromantizam kao punašnu ukusnu kamenicu, čija joj je probava dala novi svježi i bogat izgled".
Tek je krajem 19. stoljeća novonastala znanstvena disciplina Musikwissenschaft (muzikologija), predložila razlikovanje između klasičnog razdoblja u glazbi i onog romantičnog. Ključna figura ovog trenda bio je Guido Adler, koji je smatrao Beethovena i Franza Schuberta kao tranzicijske, ali esencijalno klasične kompozitore, dok je romantizam dosegao potpunu zrelost tek s postbetovenovskom generacijom kompozitora kao što su Frédéric Chopin, Robert Schumann, Berlioz, i Franz Liszt. Iz Adlerovog viđenja, vidljivih u knjigama kao Der Stil in der Musik (1911.), skladatelji Nove njemačke škole i razni nacionalistički kompozitori kasnog 19. stoljeća nisu bili romantičari već "moderni" ili "realisti" (po analogiji iz područja slikarstva i književnosti) i takva podjela ostaje dominantna kroz prva desetljeća 20. stoljeća.
U drugoj četvrtini 20. stoljeća, svijest da je početkom 1900-ih došlo do radikalnih promjena u glazbenoj sintaksi izazvala je novi preokret u povijesnom gledištu, stoga se prijelaz u novo stoljeće gleda kao razdoblje odlučujućeg prekida s glazbenom prošlošću. To je pak dovelo povjesničare glazbe kao Alfreda Einsteina da produži "romantičnu eru" u glazbi kroz cijelo 19. stoljeće i prvo desetljeće 20. stoljeća. Ta je ideja ostala u nekim standardnim referentnim djelima kao The Oxford Companion to Music i Groutova History of Western Music, ali je doživjela i kritike. Ugledni njemački muzikolog Friedrich Blume, glavni urednik prvog izdanja Die Musik in Geschichte und Gegenwart (1949. – 1986.), prihvatio je raniju poziciju da klasicizam i romantizam zajedno predstavljaju jedinstveno razdoblje koji je počeo sredinom 18. stoljeća, ali istovremeno tvrdi da se to razdoblje nastavilo u 20. stoljeće, uključujući njegov razvoj između dva svjetska rata u obliku ekspresionizma i neoklasicizma. Ovo je stajalište prisutno i u nekim istaknutim suvremenim referentnim djelima kao što je New Grove Dictionary of Music and Musicians i novo izdanje Musik in Geschichte und Gegenwart.
- Franz Liszt, 1847.
- Eugène Delacroix, Portret Frédérica Chopina, 1838.
- Giovanni Boldini, Portret Giuseppea Verdija, 1886.
- Robert Schumann, 1839.
- Hector Berlioz, 1850.
- Richard Wagner, c. 1870-ih
- Giacomo Meyerbeer, 1847.
- Felix Mendelssohn, 1839.

Prema suvremenoj glazbenoj kulturi, romantični glazbenik slijedio je senzibilitet publike srednje klase umjesto dvorskog patrona, kao što je bio slučaj s ranijim glazbenicima i skladateljima. Javnu ličnost tog doba karakterizirala je nova generacija virtuoza koja je postala poznata po svojim solo nastupima, što je utjelovljeno u koncertnim turnejama Paganinija i Liszta. Dirigent počinje biti značajna figura, o čijem je umijeću ovisila interpretacija sve složenijih glazbenih djela.

## Romantizam izvan umjetnosti

### Znanost
Pokret romantizma je utjecao na mnoge aspekte intelektualnog života, stoga su romantizam i znanost bile u jakoj vezi, posebno u razdoblju od 1800. do 1840. Na mnoge znanstvenike su utjecale razne inačice djela Naturphilosophie Johanna Gottlieba Fichtea, kao i djela Schellinga, Hegela i drugih. Bez da napuštaju empirizam, nastojali su svojim radom otkriti ono što su oni doživljavali kao jedinstvenu i organsku prirodu. Engleski znanstvenik Sir Humphry Davy, istaknuti romantični mislilac, tvrdio je da razumijevanje prirode zahtjeva “stav divljenja, ljubavi i obožavanja, […] osobni doživljaj.”  Vjerovao je da je znanje dostupno samo onima koji iskreno cijene i poštuju prirodu. Samorazumijevanje je važan aspekt romantizma. Ono ima manje veze s čovjekovom sposobnošću razumijevanja prirode (kroz čisti razum) i stoga kontroliranja iste, a više veze s emotivnom privlačnošću povezivanja s prirodom i njenog razumijevanja kroz harmoničnu koegzistenciju.

### Historiografija
Romantizam je vrlo jako, neki će reći i štetno djelovao na pisanje povijesti. Thomas Carlyle bio je vrlo utjecajan engleski esejist koji je kasnije postao povjesničar. Osmislio je i objasnio pojam "obožavanja heroja", izdašno je i nekritički hvalio jake vođe kao Olivera Cromwella, Fridrika Velikog i Napoleona. Romantični nacionalizam imao je u velikoj mjeri negativne efekte na pisanje povijesti 19. stoljeća, pošto je svaka nacija imala tendenciju stvaranja vlastite inačice povijesti, a kritički stav, često i cinizam, ranijih povjesničara većinom je zamijenjen tendencijom stvaranja romantičnih priča s jasno određenim herojima i zlikovcima. Nacionalistička ideologija ovog razdoblja davala je veliki naglasak na rasnoj koherenciji, drevnosti vlastitog naroda i imala je tendenciju veoma precijeniti kontinuitet između prošlih razdoblja i današnjice stvarajući tako nacionalne mitove. Povjesničari 20. stoljeća uložili su velike napore u suzbijanju tih romantičnih povijesnih mitova stvorenih u 19. stoljeću.

### Teologija
U pokušaju da odijele i zaštite teologiju od znanstvenog redukcionizma, njemački postprosvjetiteljski teolozi 19. stoljeća vođeni Friedrichom Schleiermacherom i Albrechtom Ritschlom krenuli su drugim smjerom. Primijenili su romantični pristup ukorjenjivanja religije u unutarnji svijet ljudskog duha, tako da čovječja osjećajnost i osjetljivost prema duhovnim pitanjima sadrži religiju.

## Romantizam i nacionalizam
Jedna od ključnih ideja i najtrajnije naslijeđe romantizma je ideja nacionalizma, koja je postala središnja tema romantične umjetnosti i političke filozofije tog doba. Od samih početaka ovog pokreta, fokusiranog na razvoj nacionalnih jezika i folklora i davanja značenja lokalnim običajima i tradicijama, do pokreta koji će nanovo iscrtati mapu Europe i dovesti do poziva na samoopredjeljenje nacija, nacionalizam je bio jedan od ključnih medija romantizma, njegove uloge, izražaja i misli. Jedna od najvažnijih funkcija pozivanja na srednji vijek u to doba bila je ona nacionalistička, a popularno i epsko pjesništvo bili su njeni instrumenti. To je vidljivo u Njemačkoj i Irskoj, gdje se oživljavao fundamentalni germanski i keltski supstrat prisutan prije romanizacije i latinizacije, kao i u Kataloniji koja je oživljavala katalonstvo prije hispanizacije katoličkih svećenika u 15. stoljeću, kad je aragonska kruna spojena s kastiljskim plemstvom.
Rani romantični nacionalizam bio je snažno inspiriran Rousseauom, te idejama von Herdera i njegovom tvrdnjom iz 1784. da geografija formira gospodarstvo ljudi i oblikuje njihove običaje i društvo.
Priroda nacionalizma se, međutim, dramatično mijenja nakon Francuske revolucije s Napoleonovim dolaskom na vlast i reakcijama drugih nacija. Napoleonov nacionalizam i republikanstvo, djelovali su u početku kao inspiracija pokretima u drugim nacijama: samoopredjeljenje i svijest o nacionalnom jedinstvu bile su navedene kao dva razloga zašto je Francuska sposobna pobijediti druge zemlje na bojnom polju. Ali nakon što je Francuska Prva Republika postala Prvo Francusko Carstvo, Napoleon više nije inspiracija za nacionalizam, već nacionalizam postaje instrument borbe protiv njega. U Prusiji je razvoj duhovne obnove kao sredstva za borbu protiv Napoleona, zagovarao između ostalih i Johann Gottlieb Fichte, učenik Immanuela Kanta. Riječ Volkstum, ili nacionalnost, stvorena je na njemačkom jeziku kao dio otpora protiv tada osvajačkog cara. Fichte je izrazio jedinstvo jezika i nacije u svom obraćanju "njemačkoj naciji" 1806.:
Oni koji govore isti jezik združeni su jedni s drugim višestrukošću nevidljivih veza po samoj naravi, puno prije nego što ljudska umjetnost počinje; oni razumiju jedan drugog i imaju moć nastavljanja da se sve jasnije i jasnije sami razumiju; oni pripadaju zajedno i po naravi su jedno i čine neodvojivu cjelinu.... Tek kada se svaki narod, prepušten sebi, razvije i formira u skladu sa svojom osobitom kvalitetom i tek kada se u svakom narodu svaki pojedinac razvije u skladu s tom općom kvalitetom te u skladu sa svojom osobitom kvalitetom - tada i samo tada pojavit će se manifestacija božanstvenosti u svojem istinskom ogledalu kao što bi trebala biti.
Ovaj nacionalistički nazor inspirirao je mnoge autore kao npr. braću Grimm na prikupljanje narodnih priča, na oživljavanje starih epova kao nacionalnih i izmišljanje novih epova predstavljajući ih kao stare, kao primjerice Kalevale sastavljene od starih finskih priča i folklora ili Ossiana čije je predstavljeno antičko podrijetlo potpuno izmišljeno. Ideja da su bajke, osim ako su kontaminirane vanjskim književnim izvorima, ostale očuvane u izvornom obliku tisuće godina nije bila tipična samo za romantične nacionaliste, ali se odlično uklapala u njihov stav da te priče izražavaju iskonsku prirodu ljudi. Braća Grimm su npr. odbacili mnoge priče koje su sakupili zbog njihove sličnosti s pričama Charlesa Perraulta, što je po njihovom mišljenju bio dokaz da nisu autentično njemačke. Trnoružica je preživjela u njihovoj zbirci samo zato što ih je priča o Brynhildr uvjerila da je figura uspavane princeze autentično njemačka.
Romantizam je igrao ključnu ulogu u nacionalnom buđenju mnogih srednjoeuropskih naroda koji nisu imali svoje nacionalne države, isto kao i u Poljskoj, koja je izgubila nezavisnost nakon što je ruska vojska za vrijeme Nikole I ugušila Novembarski ustanak. Oživljavanje i reinterpretacija drevnih mitova, običaja i tradicija od strane romantičnih pjesnika i slikara poticala je razlikovanje vlastitih kultura od kultura dominantnih nacija i kristaliziranje mitografije romantičnog nacionalizma. Domoljublje, nacionalizam, revolucija i oružana borba za neovisnost postale su također popularne teme u umjetnosti tog razdoblja.

## Galerija
Počeci romantizma u 18. stoljeću
- Joseph Vernet, 1759., Brodolom
- Joseph Wright, 1774., Špilja u večernjim satima, Smith College Museum of Art, Northampton, Massachusetts
- Henry Fuseli, 1781., Noćna mora, neoklasični umjetnik čije su teme često nagovještavale romantizam
- Philip James de Loutherbourg, Coalbrookdale noću, 1801., važno mjesto engleske industrijske revolucije

Francusko romantično slikarstvo
- Théodore Géricault, Chasseur u jurišu, oko 1812.
- Ingres, Smrt Leornarda da Vincija, 1818., jedan od njegovih djela u stilu Troubadour
- Eugène Delacroix, Sudar maurskih konjanika, 1843.–1844.
- Eugène Delacroix, Nevjesta iz Abidosa, prema Byronovoj poemi

Ostalo
- Joseph Anton Koch, Slapovi u Subiacu 1812.–1813.
- James Ward, 1814.–1815., Gordale Scar
- John Constable, 1821., Kola sa sijenom, jedan od Constableovih velikih "šestostopaša"
- J. C. Dahl, 1826., Erupcija Vezuva, jedan od najbližih Friedrichovih sljedbenika
- William Blake, oko 1824. – 1827., Gaj samoubojica: Harpije i samoubojice, Muzej Tate
- Karl Brjulov, Zadnji dan Pompeja, 1833., Ermitaž, Sankt Peterburg, Rusija
- William Turner, Požar u Domu lordova i Domu komuna (1835.), Muzej umjetnosti u Philadelphiji
- Hans Gude, Zimsko poslijepodne, 1847., Nacionalna galerija Norveške, Oslo
- Ivan Ajvazovski, 1850., Deveti val, Ermitaž, Sankt Peterburg, Rusija
- John Martin, 1852., Uništenje Sodome i Gomore, Laing Art Gallery
- Frederic Edwin Church, 1860., Sumrak u divljini, Cleveland Museum of Art
- Albert Bierstadt, 1863., The Rocky Mountains, Lander's Peak

## Autori romantizma
- Jane Austen
- William Blake
- Familija Brontë - Emily Brontë, Charlotte Brontë, Anne Brontë
- Robert Burns
- Lord Byron
- Thomas Carlyle
- Samuel Taylor Coleridge
- Alexandre Dumas
- Maria Edgeworth
- Ralph Waldo Emerson
- Johann Wolfgang von Goethe
- Nathaniel Hawthorne
- Victor Hugo
- Washington Irving
- John Keats
- Herman Melville
- Edgar Allan Poe
- Mary Robinson
- George Sand
- Walter Scott
- Mary Shelley
- Percy Bysshe Shelley
- Henry David Thoreau
- William Wordsworth

## Mislioci romantizma
- Gerald Abraham
- M. H. Abrams
- Donald Ault
- Jacques Barzun
- Ian Bent
- Isaiah Berlin
- Tim Blanning
- Harold Bloom
- Friedrich Blume
- James Chandler
- Jeffrey N. Cox
- Carl Dahlhaus
- Northrop Frye
- Peter Kitson
- Philippe Lacoue-Labarthe
- Paul de Man
- Jerome McGann
- Anne K. Mellor
- Jean-Luc Nancy
- Leon Plantinga
- Christopher Ricks
- Charles Rosen
- René Wellek
- Susan J. Wolfson

## Vanjske poveznice
- [neaktivna poveznica]
- Slavenski romantizam  Arhivirana inačica izvorne stranice od 6. ožujka 2016. (Wayback Machine)
- Romanticism  Arhivirana inačica izvorne stranice od 1. srpnja 2016. (Wayback Machine) potraga na stranicama Britanske biblioteke
- Pjesnici romantizma
- Veliki romantičari
- Dictionary of the History of Ideas  Arhivirana inačica izvorne stranice od 14. rujna 2009. (Wayback Machine), Romantizam
- Dictionary of the History of Ideas  Arhivirana inačica izvorne stranice od 1. listopada 2008. (Wayback Machine), Romantizam i politička misao
- Romantic Circles Elektronska izdanja, povijest i znanstveni članci vezani za razdoblje romantizma
- Romantična pobuna.